# Hadena rosina
Hadena rosina är en fjärilsart som beskrevs av Köhler 1947. Hadena rosina ingår i släktet Hadena och familjen nattflyn. Inga underarter finns listade i Catalogue of Life.